# Michael Baba
Michael Baba (geboren in Potsdam) ist ein deutscher Opernsänger (Tenor).

## Leben
Der gebürtige Potsdamer studierte Gesang an der Hochschule für Musik „Hanns Eisler“ Berlin.
Seine ersten Engagements erhielt er am Opernstudio der Semperoper in Dresden, am Mecklenburgischen Staatstheater Schwerin und am Nationaltheater Mannheim. Es folgten Festengagements am Theater Münster, am Metropoltheater in Berlin und am Staatstheater am Gärtnerplatz in München. Hier sang er verschiedene Rollen. In der Rolle des Max im Freischütz gastierte er am Anhaltischen Theater in Dessau, am Theater Koblenz, der Volksoper Wien, dem Opernhaus Graz, dem Theater St. Gallen und in den Vereinigten Staaten. Als Erik im Fliegenden Holländer war er erneut in Dessau, auf einer Japan-Tournee und in Chemnitz engagiert.
Bei den Tiroler Festspielen Erl sang er unter Gustav Kuhn als Heldentenor den Parsifal (2006), den Siegmund in der Walküre, Walther von Stolzing in Die Meistersinger von Nürnberg (2009) und Tristan aus Tristan und Isolde (2012). An der Volksoper Wien sang er den Matthias Freudhofer (Der Evangelimann) und den Pedro in Tiefland. Im Jahr 2008 debütierte Michael Baba in Guadalajara (Mexiko) als Florestan in Fidelio; danach sang er diese Rolle auch am Badischen Staatstheater Karlsruhe. Wiederum als Erik aus dem Fliegenden Holländer debütierte er am Opernhaus Leipzig, an dem er auch den Prinzen in Die Liebe zu den drei Orangen sang. Es folgten Engagements am Neuen Nationaltheater Tokio als Kaiser in Die Frau ohne Schatten und an der Oper Frankfurt als König Kreon in Medea.
In den Jahren 2011 und 2012 stand er als Tichon Katja Kabanowa in Maastricht, als Parsifal und Walther von Stolzing bei den Tiroler Festspielen in Erl sowie in der Titelpartie in Der König Kandaules am Teatro Massimo in Palermo auf der Bühne. Im Oktober 2012 sang er im Haus für Mozart zum ersten Mal den Tristan aus der Oper Tristan und Isolde, eine Produktion des Salzburger Landestheaters und anschließend am Landestheater Detmold erneut den Parsifal. Als Tristan debütierte er im Januar 2013 am Four Seasons Centre in Toronto. Im Mai 2013 war er als Tristan an der Neuen Oper in Moskau engagiert.
Im Sommer 2014 debütierte er in der Rolle des Siegfried in der gleichnamigen Oper bei den Tiroler Festspielen in Erl. An diesem Ort sang er im Jahr 2015 den Siegfried in der Götterdämmerung. In den Jahren 2014 bis 2016 gehörte er zum Ensemble des Staatstheater Mannheim und sang dort den Max (Der Freischütz), Parsifal, Herodes (Salome) und Fritz (Der ferne Klang). Im Jahr 2016 gab Michael Baba sein Debüt als Othello beim Opernfestival auf der Burgruine Gars-Thunau in Gars am Kamp. Im Jahr 2016 gab er als Tannhäuser (Tannhäuser und der Sängerkrieg auf Wartburg) sein Debüt am Theater Vorpommern.
Auf dem Konzertsektor sang er unter anderem Beethovens 9. Symphonie und „Christus am Ölberg“, Die Jahreszeiten (Haydn), Le Roi David, Das Lied von der Erde und das Requiem (Mozart).